# 成田ゲートウェイホテル
成田ゲートウェイホテル（なりたゲートウェイホテル、英: Narita Gateway Hotel）は、千葉県成田市にあるホテル、並びにそれを運営する企業（成田ゲートウェイホテル株式会社）である。

## 概要
国道295号・新空港自動車道沿いの成田インターチェンジ前にあるシティホテル。
1992年4月25日に、”フレンチヨーロピアン”をコンセプトに「成田ホテルフジタ」としてオープンした。総工費は約80億円。当初は藤田観光グループの他、大成建設や新日本製鐵グループなど6社が出資する成田ホテルマネジメントが経営していたが、成田空港周辺のホテル開業ラッシュによる経営不振から、藤田観光グループへ譲渡。1996年9月11日に、「成田エアポートワシントンホテル」として生まれ変わる。
2006年3月31日にはイシン・ホテルズ・グループが買収し、2007年10月1日に「成田ポートホテル」の新ブランドでリニューアル。
その後、ストライダーズが、2013年3月26日に連結子会社グローバルホールディングスを通じて買収し、同じく連結子会社である成田ゲートウェイホテルが運営を承継。2013年7月1日より、運営会社と同名称の「成田ゲートウェイホテル」へ名称変更を行った。
2020年4月18日より、新型コロナウイルス感染症の無症状者・軽症者を受け入れる一時的な宿泊施設として、千葉県へホテルを1棟貸し出している。
全307室、レストラン、会議室、バンケット、無料フィットネスジム、ランドリーコーナーなどを完備する。

## アクセス
- 自動車
  - 成田国際空港から約10分
  - 東関東自動車道成田インターチェンジから約1分
  - JR成田駅、京成成田駅から約10分（駐車場150台）

- 無料ホテルシャトルバス
京成成田駅東口(住友生命成田ビル南側) - インターナショナルガーデンホテル成田 - 成田ゲートウェイホテル
空港第1ターミナル(1階バス停16番) - 空港第2ターミナル(1階バス停27番) - ヒルトン成田 - 成田ゲートウェイホテル